# Острова Близнецы
Острова Близнецы — группа из 2-х островов и скалы в Охотском море. Являются островками-спутниками острова Уруп.

## Физико-географическая характеристика

### География
Расположены вблизи северо-восточной оконечности острова Уруп. Общая площадь субархипелага достигает порядка 0,3 км², из которых 0,17 км² приходится на остров «Саныча», достигающего в высоту 95,1 м. Дополнительные 54,8 тыс. м² суши приходятся на остров Минервы (в честь храма Минервы). Третий остров-скала «Пивная Кружка» при взгляде с юга внешне похож по форме на пивную кружку с ручкой. Площадь острова — 7,5 тыс. м².

### Природа
Необитаемы. Служат пристанищем для морских птиц и млекопитающих. Архипелаг раскинулся в 950 метрах к северу от полуострова Кастрикум острова Уруп и имеет округлую форму. В глубине архипелага расположена бухта Саныча. Климат океанического типа с прохладным влажным летом и умеренно холодной зимой. Покрыты травянистой растительностью. Ветровой режим жёсткий. Ежегодно в феврале-марте большая часть охотоморской акватории закрывают тяжёлые льды, выносимые из Охотского моря. Океанические воды вокруг архипелага полностью освобождаются ото льда лишь на 1—1,5 месяца в году. Средняя многолетняя годовая температура в целом по архипелагу составляет около +2,0°С.

## История
До 1855 года вместе с Урупом находились в спорном статусе. По Симодскому договору вошли в состав Российской империи.
В 1875 году по Петербургскому договору вошли в состав Японской империи.
Согласно административно-территориальному делению Японии острова стали относиться к уезду (гуну) Уруппу (т.е. Уруп в японском произношении), который охватывал не только сам Уруп, но и все острова на север до Броутона. Уезд в свою очередь входил с 1876 по 1882 год в состав провинции Тисима под управлением Комиссии по колонизации Хоккайдо; с 1882 до 1886 года — в состав префектуры Нэмуро, после — префектуры Хоккайдо.
С 1945 года в составе СССР.
2 февраля 1946 года включён в состав Южно-Сахалинской области.
2 января 1947 года субархипелаг включён в состав Сахалинской области РСФСР.
С 1991 года в России. Административно входят в Курильский городской округ Сахалинской области.

### Имянаречение
С 1945 года острово находятся в составе РСФСР, с 1991 года — в составе Российской Федерации.
Этимология современного российского названия, данного крупнейшему острову данного архипелага в ходе экспедиции 2012 года, связана с использованием русскими моряками имени «Саныча» в качестве популярного обращения. Архипелаг был обследован и описан учёным И. А. Тихоновым в ходе Второй экспедиции гидрографического судна по программе «Имянаречения безымянных морских географических объектов» в ноябре 2012 г.

### Особая позиция Японии по территориальной принадлежности острова
Используя в территориальном споре с Россией фактор Сан-Францисского мирного договора 1951 года, который не был подписан СССР, японское правительство, тем не менее, опирается на те варианты толкований договоренностей между союзниками — СССР, США, Великобританией и Китаем — которые подкрепляют японскую позицию. В частности, поскольку в Сан-Францисском договоре не оговаривается, в пользу какого государства Япония отказывается от своих прав на Курилы, принадлежность острова, по мнению японского правительства, до сих пор не определена, а за Россией признаётся лишь «фактический контроль».